# La Carpe et le Lapin
La Carpe et le Lapin est une pièce de théâtre de Vincent Dedienne et Catherine Frot créée en 2020 au théâtre de la Porte-Saint-Martin. Les représentations sont interrompues par la pandémie de Covid-19.

## Argument
Sur le mode du cadavre exquis, les deux acteurs revisitent des textes d'auteurs aimés.